# Brabrand (parochie)
Brabrand is een parochie van de Deense Volkskerk in de Deense gemeente Aarhus, in de voorstad Braband. De parochie maakt deel uit van het bisdom Århus en telt 4545 kerkleden op een bevolking van 5388 (2004). 
Tot 1970 was de parochie deel van Hasle Herred. In dat jaar werd de parochie opgenomen in de nieuwe gemeente Aarhus.